# Ernst Antoft
Ernst Møller Antoft (født 9. september 1901 i Ugilt, død 13. oktober 1985) var en dansk arkitekt. 

## Uddannelse
Uddannet som tømrer og snedker, udlært 1920, afgang fra Teknisk Skole 1925, mellem 1925 og 1940 medhjælper hos Jesper Tvede, Harald Nielsen, Vilhelm Hvalsøe og Arthur Wittmaack, Niels Westergaard, Ole Falkentorp, Povl Baumann, Viggo Jacobsen og Bent Helweg-Møller, selvstændig arkitektvirksomhed fra 1940.

## Udstillinger
Stockholm 1942, Charlottenborg 1943-1945

## Arbejder
Eget hus i Holte (1940-41), Tjæreby Sogneskole (1941), projekt til alderdomshjem for Kregome-Vinderød Kommune (1944).